# Arctostaphylos obispoensis
Arctostaphylos obispoensis es una especie de manzanita, conocida por los nombres comunes de obispo manzanita y serpentina manzanita, endémica de California.

## Distribución
La planta es endémica de las montañas del sur de Santa Lucía, en la región de la costa central de California. Se encuentra principalmente en el condado de San Luis Obispo y se extiende hasta el sur del condado de Monterey.
Crece en hábitats de chaparrales y bosques de pinos de cono cerrado, generalmente en suelos serpenteantes. Se encuentra en elevaciones de 60 a 950 metros.

### Conservación
Está protegido dentro del área de especial interés botánico Cuesta Ridge del bosque nacional Los Padres, creciendo en el bosque endémico del Cupressus sargentii. La especie figura en el inventario de plantas raras y en peligro de la Sociedad de Plantas Nativas de California como una especie rara, pero que actualmente no está en peligro.

## Descripción
El Arctostaphylos obispoensis es un arbusto erguido o un árbol de troncos múltiples que alcanza entre 1 y 4 metros de altura.
Las ramas pequeñas y las hojas más nuevas son lanudas. Las hojas maduras son de color gris glauco, lampiñas y oblongas (rango norte) a ampliamente en forma de lanza (rango sur), y miden hasta 4,5 centímetros de largo.
La inflorescencia es un denso racimo de flores blancas «manzanita» en forma de urna y orientadas hacia abajo.
El fruto rojo es una drupa cerosa redonda, de 9 a 14 milímetros de diámetro.